# Kubak Belarusi 2014-2015
La Coppa di Bielorussia 2014-2015 (in bielorusso Кубак Беларусі, Kubak Belarusi) è stata la 24ª edizione del torneo. Il torneo è iniziato il 25 luglio 2014 ed è terminata il 24 maggio 2015 con la finale. La vincente della competizione si qualifica per il secondo turno preliminare dell'Europa League 2015-16.
Il BATE Borisov ha vinto il torneo per la terza volta nella sua storia, sconfiggendo in finale i campioni in carica dello Shakhtyor Soligorsk.

## Terzo turno
| Squadra 1      | Risultato         | Squadra 2       |
| -------------- | ----------------- | --------------- |
| 25 luglio 2014 |                   |                 |
| Lida           | 0 - 1             | Sluck           |
| Khimik         | 1 - 2             | Homel'          |
| Baranovichi    | 1 - 2             | Dinamo Brėst    |
| 26 luglio 2014 |                   |                 |
| Smarhon'       | 0 - 2             | Dnjapro Mahilëŭ |
| Haradzeja      | 0 - 0 (3 - 2 dcr) | Tarpeda-BelAZ   |

## Quarto turno
| Squadra 1         | Risultato           | Squadra 2         |
| ----------------- | ------------------- | ----------------- |
| 23 agosto 2014    |                     |                   |
| Isloch Minsk      | 1 - 1 (4 - 5 d.c.r) | Hranit Mikašėvičy |
| Naftan            | 1 - 2               | Vicebsk           |
| Belšyna           | 1 - 0               | Zvezda BGU        |
| 24 agosto 2014    |                     |                   |
| Nëman             | 5 - 4 (d.t.s.)      | Homel'            |
| Ljakamatyŭ Homel' | 0 - 2               | Dinamo Brėst      |
| 29 settembre 2014 |                     |                   |
| Šachcër Salihorsk | 1 - 0               | Haradzeja         |
| 11 ottobre 2014   |                     |                   |
| BATĖ Borisov      | 2 - 1               | Sluck             |
| 13 ottobre 2014   |                     |                   |
| Dnjapro Mahilëŭ   | 0 - 1               | Dinamo Minsk      |

## Quarti di Finale
| Squadra 1                     | Totale         | Squadra 2         | Andata | Ritorno |
| ----------------------------- | -------------- | ----------------- | ------ | ------- |
| 21 marzo 2015 / 4 aprile 2015 |                |                   |        |         |
| Belšyna                       | 1 – 2          | Dinamo Brėst      | 0 – 0  | 1 – 2   |
| BATĖ Borisov                  | 3 – 1          | Nëman             | 1 – 0  | 2 – 1   |
| 22 marzo 2015 / 4 aprile 2015 |                |                   |        |         |
| Dinamo Minsk                  | 4 – 3 (d.t.s.) | Vicebsk           | 1 – 2  | 3 – 1   |
| Hranit Mikašėvičy             | 0 – 3          | Šachcër Salihorsk | 0 – 0  | 0 – 3   |

## Semifinali
| Squadra 1                       | Totale | Squadra 2    | Andata | Ritorno |
| ------------------------------- | ------ | ------------ | ------ | ------- |
| 15 aprile 2015 / 29 aprile 2015 |        |              |        |         |
| Šachcër Salihorsk               | 2 – 1  | Dinamo Brėst | 0 – 0  | 2 – 1   |
| BATĖ Borisov                    | 3 – 1  | Dinamo Minsk | 0 – 0  | 3 – 1   |

## Finale
| Arbitro: | Kruk (Maladzečna) |

|                                                         |           |                |
| Hardzejčuk 52’ Radyënaŭ 61’ Karnickyj 65’ Signevich 73’ | Marcatori | 72’ Kamaroŭski |